# Earl of Courtown

Wappen der Earls of Courtown

Earl of Courtown ist ein erblicher britischer Adelstitel in der Peerage of Ireland.

## Verleihung und nachgeordnete Titel
Der Titel wurde am 12. April 1762 für den irischen Politiker James Stopford, 1. Baron Courtown, geschaffen. Zusammen mit dem Earldom wurde ihm die nachgeordneten Titel Viscount Stopford verliehen. Bereits am 19. September 1758 war er, ebenfalls in der Peerage of Ireland, zum Baron Courtown, of Courtown in the County of Wexford, erhoben worden.
Sein ältester Sohn, der 2. Earl, war Tory-Politiker und von 1784 bis 1793 Treasurer of the Household. Am 7. Juni 1796 wurde ihm der Titel Baron Saltersford, of Saltersford in the County of Chester, verliehen. Der Titel gehört zur Peerage of Great Britain und war im Gegensatz zu den irischen Titeln bis 1999 mit einem erblichen Sitz im House of Lords verbunden.
Historischer Familiensitz der Earls war Courtown House bei Gorey im County Wexford.

## Liste der Earls of Courtown (1762)
- James Stopford, 1. Earl of Courtown (1700–1770)
- James Stopford, 2. Earl of Courtown (1731–1810)
- James Stopford, 3. Earl of Courtown (1765–1835)
- James Stopford, 4. Earl of Courtown (1794–1858)
- James Stopford, 5. Earl of Courtown (1823–1914)
- James Stopford, 6. Earl of Courtown (1853–1933)
- James Stopford, 7. Earl of Courtown (1877–1957)
- James Stopford, 8. Earl of Courtown (1908–1975)
- James Stopford, 9. Earl of Courtown (* 1954)

Voraussichtlicher Titelerbe (Heir Apparent) ist der Sohn des aktuellen Titelinhabers, James Stopford, Viscount Stopford (* 1988).